# Церова-Кория
Церова-Кория (болг. Церова кория) — село в Болгарии. Находится в Великотырновской области, входит в общину Велико-Тырново. Население составляет 453 человека (2022).

## Политическая ситуация
В местном кметстве Церова-Кория, в состав которого входит Церова-Кория, должность кмета (старосты) исполняет Петър Петров(СДС, ДСБ, БДФ)) по результатам выборов правления кметства.
Кмет (мэр) общины Велико-Тырново — Даниел Панов
(ГЕРБ) по результатам выборов в правление общины.